# Liste der Naturdenkmale in Hermeskeil
Die Liste der Naturdenkmale in Hermeskeil nennt die im Gemeindegebiet von Hermeskeil ausgewiesenen Naturdenkmale (Stand 3. Juni 2024).

## Naturdenkmale
| Nr.         | Bezeichnung        | Lage                              | Beschreibung                                                                  | Bild                                    |
| ----------- | ------------------ | --------------------------------- | ----------------------------------------------------------------------------- | --------------------------------------- |
| ND-7235-407 | Zwei Linden        | Koblenzer Straße, bei Nr. 52 Lage | Tilia sp., zwei Bäume                                                         | Direkt Bild zu diesem Denkmal hochladen |
| ND-7235-408 | Rosskastanie       | Langer Markt, bei Nr. 30 Lage     | Aesculus hippocastanum                                                        | Direkt Bild zu diesem Denkmal hochladen |
| ND-7235-409 | Zwei Rosskastanien | Saarstraße, bei Nr. 35 Lage       | Aesculus hippocastanum, zwei Bäume                                            | Fotos hochladen                         |
| ND-7235-453 | Linde              | Martinusstraße, bei Nr. 1 Lage    | ursprünglich zwei Bäume (Tilia cordata und Tilia tomentosa), einer abgegangen | Direkt Bild zu diesem Denkmal hochladen |